# David Mejía Ayra
David Mejía Ayra (Barcelona, 1984) és un polític català, diputat al Parlament de Catalunya en l'onzena i desena legislatures.

## Biografia
És llicenciat en dret a la Universitat de Barcelona i va obtenir un màster en Relacions Públiques en l'INSA Business, Marketing & Communication School. Ha participat en l'associació Universitaris Liberal Demòcrates, amb el qual participà en les eleccions al claustre de la Universitat Pompeu Fabra en 2006.
Posteriorment ha treballat en diverses entitats bancàries i empreses del sector farmacèutic com a responsable de projectes i relacions institucionals. Políticament va militar inicialment a les Nuevas Generaciones del Partit Popular, amb el que fou escollit regidor a l'ajuntament de Vilassar de Dalt a les eleccions municipals de 2007. En 2011, però, abandonà el PP i s'afilià a Ciutadans - Partit de la Ciutadania, en el que ha estat portaveu de l'Associació de Joves i membre del Consell General. Fou elegit diputat a les eleccions al Parlament de Catalunya de 2015 i a les de 2017.
El 2022 va abandonar Ciutadans i va integrar-se a la llista electoral de Xavier Garcia Albiol a les eleccions municipals a la ciutat de Badalona, en la posició núm. 10, i va ser elegit regidor en els comicis de maig de 2023.